# David Evans (podnikatel)
David Evans (též Dawid, 1804 Ikeston – 27. prosince 1870 Praha) byl britský podnikatel působící v Praze, jedna ze zásadních postav průmyslové revoluce v Čechách. Byl zakladatelem jedné z prvních strojíren v Praze a následně spolu s Karlem Friedrichem Breitfeldem spolumajitelem strojírny Breitfeld & Evans, která se později stala součástí akciové strojírny Daněk, Breitfeld & Evans. Ta se následně stala jádrem závodu Českomoravská Kolben Daněk (ČKD).

## Život

### Mládí
Narodil se ve městě Ilkeston u Nottinghamu v Anglii. Region se v té době začínal podstatně průmyslově rozvíjet díky četnému využití vynálezu parního stroje skotského inženýra Jamese Watta. Evans začal pracovat v oboru strojnictví a zpracování oceli a podílel se na vzniku prvních válcoven. Ty byly mimo jiné hojně využívány pro výrobu železničních kolejí, kterých bylo v průmyslově rozvíjejícím se Spojeném království hojně zapotřebí.

### Podnikání v Čechách
Koncem 20. let 19. století se Evans seznámil s profesorem vídeňské polytechniky Franzem Xaverem Rieplem, který pobýval v Anglii na studijní cestě. Na jeho pozvání přijel Evans spolu s krajany Davidem Thomasem a Wiliamem Jonesem roku 1830 do Čech, aby zavedl provoz válcoven v ocelárnách v Dolních Vítkovicích, které měly být rovněž využity k výrobě kolejí pro stavbu Severní dráhy, jedné z prvních tratí v Rakouském císařství. Následně se zaměřil na technologii a instalaci strojů pro textilní továrny. V Praze se později seznámil s německým podnikatelem Karlem Friedrichem Breitfeldem, který zde spoluzaložil textilní přádelnu Breitfeld a Nottroth na výrobu lehkých záclonových tkanin. Evans zde zaváděl stroje pro výrobu tzv. anglického tylu (bobinetu). Evans se, nejspíš v Praze, oženil a žil se svou rodinou v Libni.
Následně začal spolu s Edvardem Lee pracovat pro strojírenský závod Karla Breitfelda. S Leem rozhodli založit roku 1832 vlastní podnik na výrobu strojů na anglický tyl a začali s produkcí mechanických textilních stavů, později i zemědělských a dalších strojů, které se do té doby musely do Rakouska draze dovážet. Podnik však upadal z důvodu nedostatku poptávky a kvalifikovaných dělníků. Lee ze společnosti vystoupil a Evans pokračoval v podnikání samostatně v prostorách dílny ve Štěpánské ulici na pražském Novém Městě.

### Breitfeld & Evans
Koncem 40. let začal opět spolupracovat s Karlem Breitfeldem, jejichž strojírna na parních kotle založená roku 1845 sídlila v sousedství podniku, společně továrny sloučili a roku 1850 pak založili strojírnu Breitfeld & Evans. Breitfeld vložil do společnosti 100 000 zlatých, Evans jen 25 000, zároveň se měl podílet na technologickém vedení závodu. Ten se svou velikostí (v polovině 19. století zaměstnával podnik na 250 dělníků) stejně jako profesionální pověstí řadil k předním podnikům v Rakousku, své produkty vyvážela do celého císařství. Později byl založen též pobočný závod na vídeňském předměstí Floridsdorf.
Roku 1852 nastoupil do strojírny Breitfeld & Evans jako mladý inženýr Čeněk Daněk. Svými schopnostmi a podnikavostí natolik vynikal, že o dva roky později od firmy odešel a založil vlastní strojírnu Daněk a spol. v Karlíně.
Po smrti Karla Breitfelda roku 1862 převzal podíl v podniku jeho nejstarší syn Karl Viktor. David Evans pokračoval s podporou Breitfeldových dědiců ve vedení firmy. V rámci technologických inovací absolvoval četné cesty do továren v západní Evropě. V 60. letech se strojírna Breitfeld & Evans významně podílela na technologickém zařízení více než sta cukrovarů po celém Rakousku. Evans stál ve vedení firmy až do konce svého života.

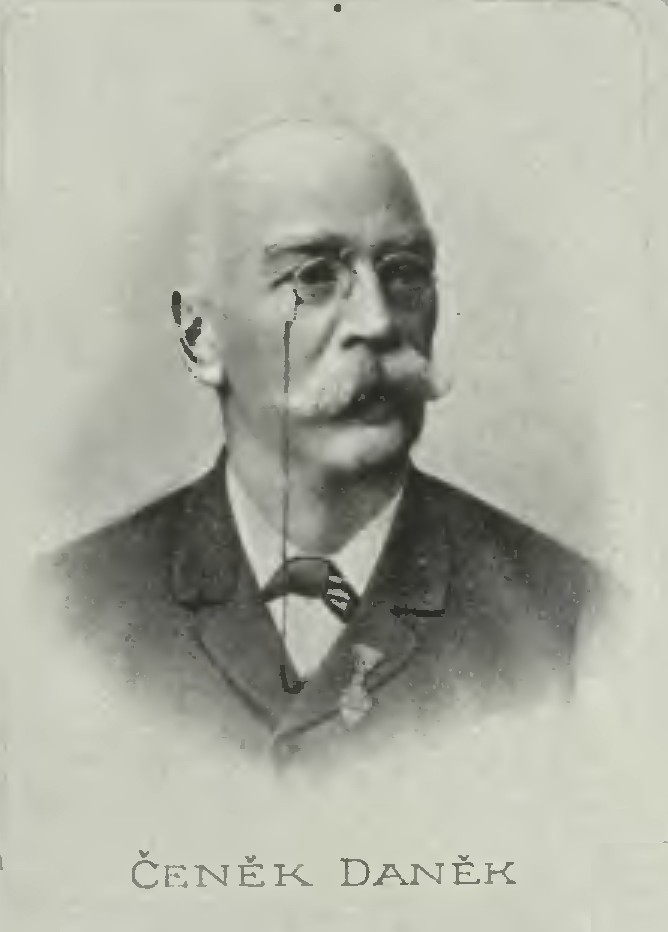
Čeněk Daněk, původně zaměstnanec firmy Breitfeld & Evans, později její spolumajitel

### Úmrtí
David Evans zemřel 27. prosince 1870 v Praze, ve věku 65 nebo 66 let a byl zde nejspíš také pohřben.
V době jeho smrti byly obě jeho dcery nezletilé a rodina Breitfeldů vypověděla společenskou smlouvu. Roku 1872 došlo ke sloučení strojíren Breitfeld & Evans a Daněk a spol. do akciové společnosti Daněk, Breitfeld & Evans, která se tak spolu se Škodovými závody v Plzni stala jednou z největších podniků svého druhu v tehdejším Rakousku-Uhersku, i v celé Evropě.

### Rodinný život
David Evans byl ženatý s Henriette (1804–1879), byl otcem dvou dcer.